# Die heiße Fahrt
Die heiße Fahrt im Wild- und Freizeitpark Klotten (Klotten, Rheinland-Pfalz, Deutschland) ist eine Stahlachterbahn vom Modell Bobsled Coaster des Herstellers Gerstlauer Amusement Rides, die am 1. April 2004 eröffnet wurde. Im Jahr 2005 fuhr sie unter dem Namen Klotticoaster.

## Fahrt
Die Strecke windet sich entlang eines Gerüsts, das ursprünglich als ein Vulkan mit integriertem Restaurant und Wildwasserbahn thematisiert werden sollte. Die Wildwasserbahn mit dem Namen Zum Rittersturz wurde zum Saisonstart 2012 eröffnet; anstatt einer Vulkanthematisierung wurde eine Gestaltung als mittelalterliche Burg umgesetzt, in der sich seit 2020 die interaktive Themenfahrt Kunibert’s Abenteuer befindet.
Die 532 m lange Strecke erreicht eine Höhe von 17,5 m und besitzt einen First Drop von 46°, auf dem die Wagen eine Höchstgeschwindigkeit von 55 km/h erreichen.

## Wagen

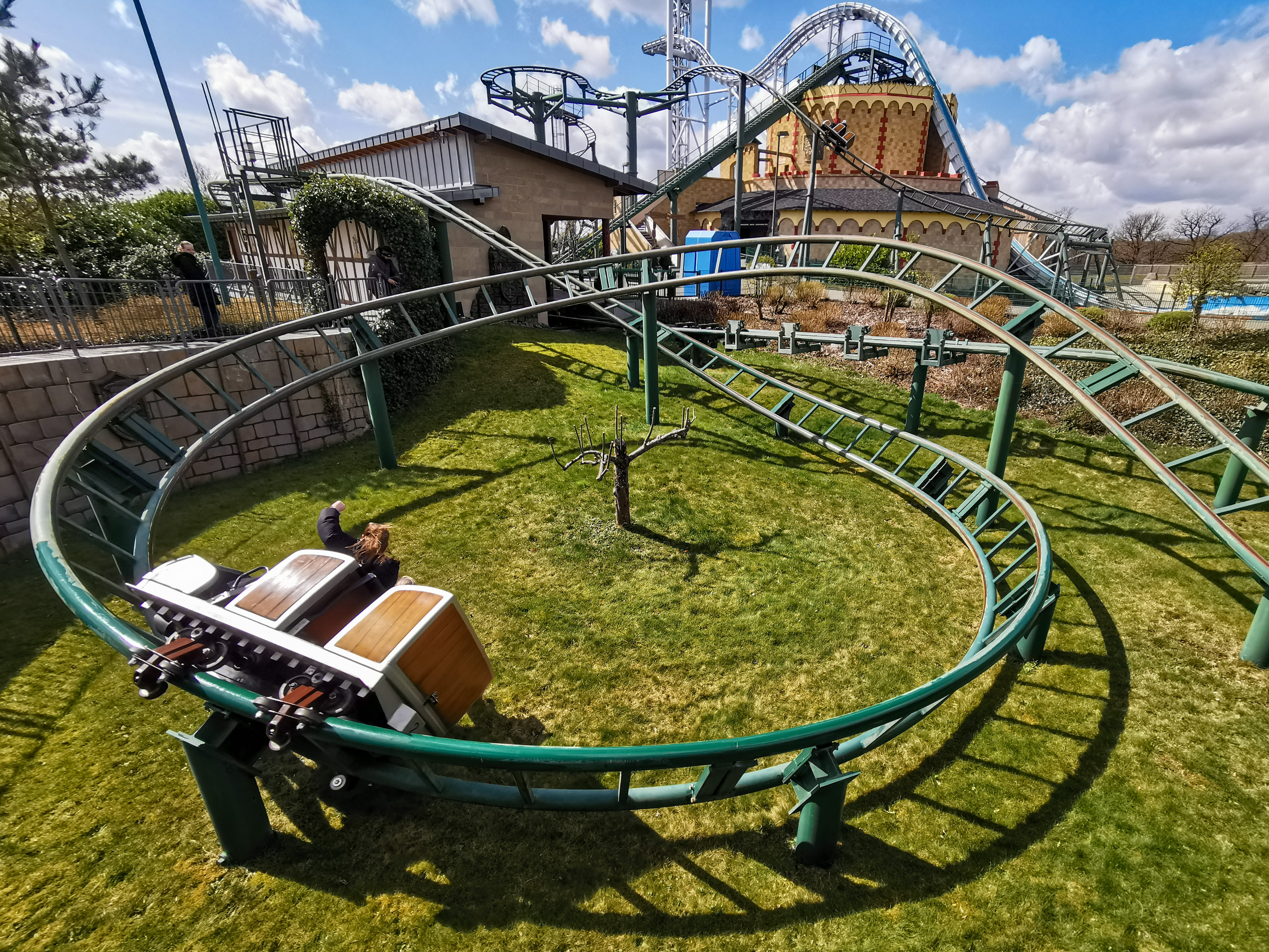
Chaise in einer Helix, links das Stationsgebäude

Die heiße Fahrt besitzt fünf einzelne Wagen. In jedem Wagen können vier Personen (zwei Reihen à zwei Personen) Platz nehmen. Als Rückhaltesystem kommen Schoßbügel zum Einsatz.

## Auszeichnung
2005 wurde der Park für die Achterbahn mit dem Neuheitenpreis „FKF-Award 2004“ des Freundeskreis Kirmes und Freizeitparks e. V. ausgezeichnet.

## Unfall
Am 6. August 2022 fiel eine Besucherin während der Fahrt aus der Achterbahn und starb.